# Cerkiew Narodzenia św. Jana Chrzciciela w Mikaszewiczach
Cerkiew Narodzenia św. Jana Chrzciciela w Mikaszewiczach – prawosławna cerkiew parafialna w Mikaszewiczach. Należy do dekanatu łuninieckiego eparchii pińskiej i łuninieckiej Egzarchatu Białoruskiego Patriarchatu Moskiewskiego. Zabytek architektury eklektycznej.

## Historia
Inicjatorem budowy świątyni był Zygmunt Baranowicz, sekretarz spółek "Agahell" i "Olza". Projekt kościoła w stylu neogotyckim z elementami neoromańskimi sporządził architekt Przybysławski. Został on zatwierdzony przez poleski urząd wojewódzki po uzupełnieniach dokonanych przez inż. Piotra Czerniewskiego z Mikaszewicz i architekta wojewódzkiego inż. Papieskiego. W 1935 roku wykonano fundamenty świątyni, a 11 października 1936 r. została ona poświęcona przez dziekana łuninieckiego pod wezwaniem Matki Bożej Królowej Korony Polskiej. Kościół został zbudowany z białej cegły sprowadzonej z Wołkowyska oraz z Bud k. Lenina. Ołtarz główny sfinansował inż. Samuel Gomberg, dyrektor spółki "Agahell". 18 lipca 1937 r. konsekracji kościoła dokonał biskup Kazimierz Bukraba. Zygmunt Baranowski za ofiarną pracę przy budowie kościoła został odznaczony krzyżem Pro Ecclesia et Pontifice. Od 10 października 1939 r. do 6 lipca 1944 r. administratorem parafii był ks. Urban Filipiak. 20 listopada 1942 r. poświęcił ołtarz Najświętszego Serca Jezusowego, a w dniu 6 czerwca 1943 r. ołtarz św. Andrzeja Boboli.  
W latach 60. XX w. władze sowieckie zamknęły kościół. W latach 90. XX w. obiekt przekazano Egzarchatowi Białoruskiemu Patriarchatu Moskiewskiego. Następnie, w wyniku przebudowy, nad budynkiem umieszczono szereg cebulastych kopuł, a także wieżę zwieńczoną wysokim hełmem z cebulastą kopułą.

## Architektura
Budynek stanowi prostokątną bryłę pod dachem dwuspadowym z przedłużeniami dolnych skrzydeł transeptu i apsydą przykrytą czterospadowym dachem. Równą fasadę frontową zamyka trójkątny fronton podzielony dwoma poziomami blend arkadowych, oś symetrii wyznacza łukowy portal perspektywiczny. Elewacje boczne przeprute są łukowymi otworami okiennymi.

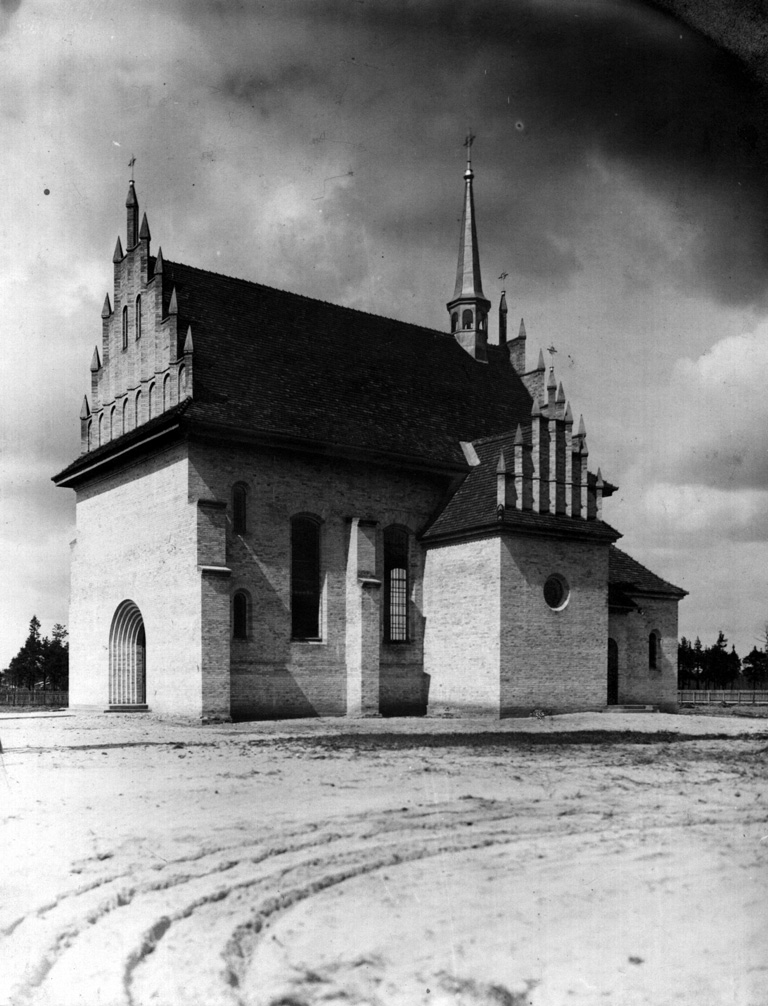
Kośiół Matki Bożej Królowej Korony Polskiej w 1936 r.